# Onthophagus sceptrifer
Onthophagus sceptrifer är en skalbaggsart som beskrevs av Antoine Boucomont 1924. Onthophagus sceptrifer ingår i släktet Onthophagus och familjen bladhorningar. Inga underarter finns listade i Catalogue of Life.